# Liste der Naturdenkmale in Mehrstetten
| Naturdenkmale | Anzahl |
| ------------- | ------ |
| FND           | 4      |
| END           | 5      |
| Gesamt        | 9      |

Die Liste der Naturdenkmale in Mehrstetten nennt die verordneten Naturdenkmale (ND) der im baden-württembergischen Landkreis Reutlingen liegenden Gemeinde Mehrstetten. In Mehrstetten gibt es insgesamt 9 als Naturdenkmal geschützte Objekte, davon 4 flächenhafte Naturdenkmale (FND) und 5 Einzelgebilde-Naturdenkmale (END).
Stand: 1. November 2016.

## Flächenhafte Naturdenkmale (FND)
| Name                     | Bild | Kennung     | Einzelheiten | Position | Fläche Hektar | Datum         |
| ------------------------ | ---- | ----------- | ------------ | -------- | ------------- | ------------- |
| Grauer Stein             |      | 84150480005 | Mehrstetten  | ⊙        | 0,2           | 10. Jan. 1994 |
| Hüle mit Baumbestand     |      | 84150480007 | Mehrstetten  | ⊙        | 0,3           | 10. Jan. 1994 |
| Orchideenwiese           | BW   | 84150480006 | Mehrstetten  | ⊙        | 1,2           | 10. Jan. 1994 |
| 6 Bäume mit Gebüsch      | BW   | 84150480009 | Mehrstetten  | ⊙        | 0,1           | 10. Jan. 1994 |
| Legende für Naturdenkmal |      |             |              |          |               |               |

## Einzelgebilde (END)
| Name                     | Bild | Kennung     | Einzelheiten | Position | Fläche Hektar | Datum         |
| ------------------------ | ---- | ----------- | ------------ | -------- | ------------- | ------------- |
| Friedenslinde            |      | 84150480201 | Mehrstetten  | ⊙        | 0,0           | 15. Apr. 1994 |
| Rotbuche                 | BW   | 84150480202 | Mehrstetten  | ⊙        | 0,0           | 15. Apr. 1994 |
| Rotbuche                 | BW   | 84150480203 | Mehrstetten  | ⊙        | 0,0           | 15. Apr. 1994 |
| 2 Eichen                 | BW   | 84150480008 | Mehrstetten  | ⊙        | 0,0           | 15. Apr. 1994 |
| 3 Eichen                 | BW   | 84150480205 | Mehrstetten  | ⊙        | 0,0           | 15. Apr. 1994 |
| Legende für Naturdenkmal |      |             |              |          |               |               |

## Ehemalige Naturdenkmale
Im Vergleich mit der Naturdenkmalliste von 1978 sind zahlreiche Naturdenkmale abgegangen oder aufgehoben worden:
| Name          | Bild | Standort                     | Einzelheiten |
| ------------- | ---- | ---------------------------- | ------------ |
| Linde         |      | am Böttinger Weg             |              |
| Steinlinde    |      | im Ort Richtung Gundershofen |              |
| 2 Steinlinden |      | an der Straße zum Bahnhof    |              |